# Sven Nilsson (sångare)
Sven Nilsson, född 11 maj 1898 i Gävle, död 1 mars 1970 i Stockholm, var en svensk skådespelare och operasångare (bas).
Nilsson tog studentexamen 1916 , civilingenjörsexamen vid Tekniska högskolans avdelning för kemisk teknik 1923 och var därefter 1923–1924 chef för Höganäs-Billesholm AB:s laboratorium och driftsledare vid företagets kolelektrodfabrik 1924–1928. Under studietiden bedrev han röststudier för Gillis Bratt och Haldis Ingebjart, och övergick 1928 helt till en karriär som sångare och studerade i Dresden för Ivar Andrésen. Sommaren 1930 ägnade han sig åt teaterstudier under Bayreuthfestspelen. Efter att ha sjungit upp för Fritz Busch vid Dresdenoperan anställdes han där. Han debuterade som den förste nasaréen i Salome och stannade där 1930–1944. Han medverkade bland annat vid uruppförandena av Strauss operor Arabella 1933 och Daphne 1938 när han gästspelade som fiskaren Peneios. Han återvände till Sverige 1944, kom till Stockholmsoperan 1946 och medverkade i Händels Den rasande Roland på Drottningholmsteatern 1950. Till rollerna hörde baron Ochs i Rosenkavaljeren, titelrollen i Don Pasquale, Filip II i Don Carlos och basrollerna i de stora Mozart- och Wagneroperorna.
Med sin utpräglade ”känsla för textens uttrycksmöjligheter” och goda skådespelartalang medverkade han bland annat i Göran Genteles Värmlänningarna, Fröken April och Sängkammartjuven samt i Alf Kjellins Lustgården. Han hade även roller på Dramaten i Alf Sjöbergs uppsättningar av Filoktetes och Mordet på Marat.
I utlandet gästspelade han i Barcelona, Venedig och Florens, liksom på ledande scener som Covent Garden, Metropolitan och La Scala.
Sitt sista framträdande gjorde han den 1 mars 1970 som Crespel vid en matinéföreställning av Hoffmanns äventyr på Stockholmsoperan. Han avled i sitt hem senare samma kväll.
Nilsson utsågs till Kammersänger 1936 i Dresden.

## Filmografi (urval)
- 1923 – Boman på utställningen
- 1957 – Värmlänningarna
- 1958 – Fröken April
- 1961 – Lustgården
- 1963 – Ett drömspel
- 1966 – Nattflyg